# Brasil (1864)
La corbeta acorazada a vapor Brasil fue un navío de la Armada del Imperio del Brasil que sirvió en la Guerra de la Triple Alianza.

## Historia
A raíz de los irritantes sucesos con Gran Bretaña conocidos como la "Cuestión Christie" que habían culminado con el bloqueo del puerto de Río de Janeiro y la captura de cinco barcos de bandera brasileña, el gobierno imperial tomó medidas para fortalecer su marina. Una subscripción pública abierta el 10 de enero de 1863 por el comercio de Río de Janeiro financió la adquisición de un nuevo buque de guerra impulsado a vapor.
El 5 de enero de 1864 se firmó un contrato de £ 60.000 con los astilleros Société Nouvelle de Forges et Chantiers de la Mediterranée, de La Seyne, Francia.
Botada el 23 de diciembre de 1864, fue entregada el 2 de marzo de 1865.
Iniciada ya la guerra con el Paraguay, los diplomáticos del Paraguay iniciaron gestiones urgentes ante el gobierno francés para impedir la entrega pero el embajador de Brasil ante las cortes europeas, Barón de Penedo, consiguió liberar el buque, que partió de Toulon el 1 de julio acompañado hasta la Isla Madeira por un vapor encargado de traer de regreso a los trabajadores que continuaban realizando tareas a bordo.
Tras efectuar escalas en Gibraltar y São Vicente (Cabo Verde) arribó a Recife el 12 de julio y a Río de Janeiro el 29 de julio. Tras las pruebas de rigor se incorporó a la armada imperial el 31 de julio de ese año al mando del capitán teniente Henrique Antônio Baptista con el nombre Brasil, primera embarcación de la marina brasileña en llevar ese nombre en homenaje a su país.
El Brasil era un buque impulsado por una máquina de vapor de expansión única Forges et Chantiers de la Mediteranée, con una potencia de 250 HP que accionaba una hélices de cuatro palas y le permitían alcanzar una velocidad máxima de 10.5 nudos. Era alimentado por dos calderas.
Su eslora era de 63.41 m, manga de 10.75 m y un calado de 3.81 m, con un desplazamiento de 1518 t. 
Montaba 4 cañones rayados Whitorth de 70 de avancarga, 4 de 68 y 1 de 12. 
El blindaje alcanzaba los 114 mm en el cinturón para reducirse a 90 mm en proa y popa. En la casamata era de 102 mm. En todos los casos había un refuerzo de 230 mm en madera.

### Guerra de la Triple Alianza

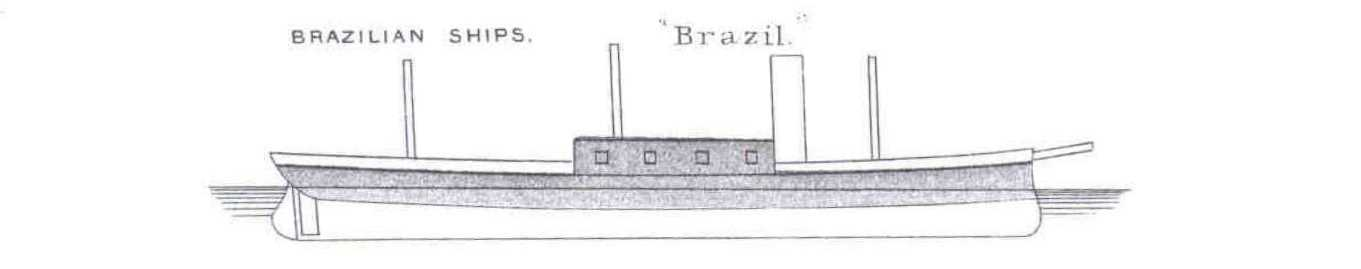
Corbeta encorazada Brasil (1864).

Tras efectuar maniobras en Río el 23 de agosto, en el mes de septiembre partió rumbo al Río de la Plata. El 23 de marzo de 1866 puso en fuga al vapor Gualeguay.

#### Itapirú
El 26 de marzo, participó del bombardeo de la Fortaleza de Itapirú. 
En la noche del 5 al 6 de abril de 1866, junto al Ipiranga, Iguatemy e Itajaí, cubrió el desembarco aliado en una isla vecina a la Fortaleza de Itapirú, donde se instaló una batería con 8 piezas de artillería que sumaron sus fuegos al intenso cañoneo desde la costa argentina (batería de Corrales) y la escuadra brasileña.
Participó de los bombardeos de abril sobre el fuerte y el 16 de abril de ese mes cubrió con el resto de la flota el desembarco de Paso de la Patria (Passo de Vitória) que dio inicio a la invasión del territorio paraguayo.

#### Acciones posteriores (1866)

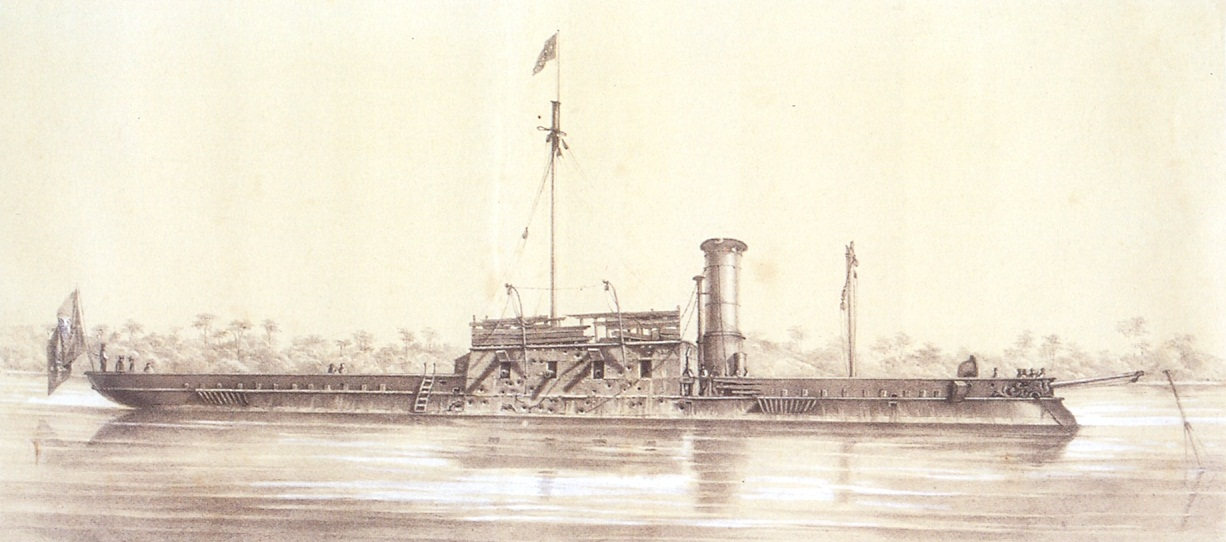
La corbeta blindada Brasil muy dañada después del bombardeo del Fuerte de Curupayty (1866).

El 20 de mayo remolcó a la cañonera Magé, que había encallado en el banco de Palmas bajo el fuego de las baterías enemigas.
El 22 de septiembre participó del ineficaz bombardeo del Fuerte de Curupayty previo a la Batalla de Curupayty en que el ataque terrestre de la Triple Alianza se estrelló contra las intactas trincheras y baterías paraguayas, supuestamente destruidas por la escuadra.
Sería la última acción en la que intervendría ese año, ya que pasó a Río de Janeiro para efectuar reparaciones. El 10 de febrero de 1867 arribó a la capital y el 28 de marzo partió nuevamente rumbo al teatro de operaciones, arribando el 6 de mayo de ese año.

### Paso de Curupayty

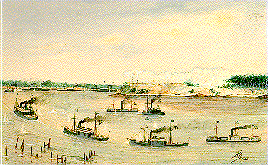
Pasaje de Curupayty

Finalizada la Batalla de Curuzú (3 de septiembre de 1866) la flota aliada, fundamentalmente unidades de la Marina de Brasil, se concentró frente al fuerte capturado controlando el curso inferior del Río Paraguay y alistándose para el asalto a la siguiente posición paraguaya cerrando el camino a Asunción del Paraguay, el Fuerte de Curupayty.
Tras la sangrienta e infructuosa Batalla de Curupayty (22 de septiembre de 1866) siguió un largo período de inactividad. 
El nuevo Ministro de Marina Afonso Celso de Assis Figueiredo dispuso el relevo del almirante Tamandaré y su reemplazo por el vicealmirante Joaquim José Inácio de Barros, futuro vizconde de Inhauma, mientras que el mariscal de Caxias era nombrado comandante en jefe del ejército y armada brasileños.
Bartolomé Mitre que se había visto obligado por las guerras civiles a ausentarse en febrero de 1867, se reintegró al frente el 1 de agosto Mitre y presionó para forzar el paso de Curupayty mientras el ejército cerraba el cerco por tierra. El almirante brasileño consideraba la operación en extremo arriesgada por temor a las baterías paraguayas e innecesaria por juzgar que el flanqueo y cerco terrestre serían suficientes. 
Mitre impuso finalmente su posición dejando al arbitrio del almirante la organización y ejecución de la operación. 
Inácio designó para forzar el pasaje a los acorazados Brasil (buque insignia), Tamandaré, Colombo, Mariz e Barros, Cabral, Barroso, Herval, Silvado y Lima Barros, llevando a remolque las chatas acorazadas Cuevas, Lindóia y Riachuelo. 
Una segunda división compuesta por las cañoneras Ipiranga, Yguatemy, Majé, Parnahyba, Beberibé y Recife, y las bombarderas Pedro Afonso y Forte de Coimbra ocuparían la posición inicial de los acorazados y bombardearían las baterías de Curupayty cubriendo el avance. 
En las primeras horas de la mañana del 15 de agosto de 1867, la segunda división inició el bombardeo, dejando caer sobre las fortificaciones de Curupayty 665 proyectiles de artillería pesada. A las 6:00 la división encabezada por el Brasil levó anclas y marchó aguas arriba sin preocuparse de las descargas de la artillería y fusilería paraguayas.
Las bajas y daños fueron escasos. El más afectado fue el Tamandaré cuando una bala perforó el condensador de su máquina dejándolo al pairo frente a las baterías paraguayas.
Después de dos horas la división imperial había forzado exitosamente el paso y echaba anclas entre la fortaleza de Curupayty y la de Humaitá formando en dos líneas, la de vanguardia compuesta por el Silvado, Cabral, Lima Barros y Barroso y dando frente a Curupayty el Tamandaré, Colombo, Brasil, Herval y Mariz e Barros.

### Paso de Humaitá

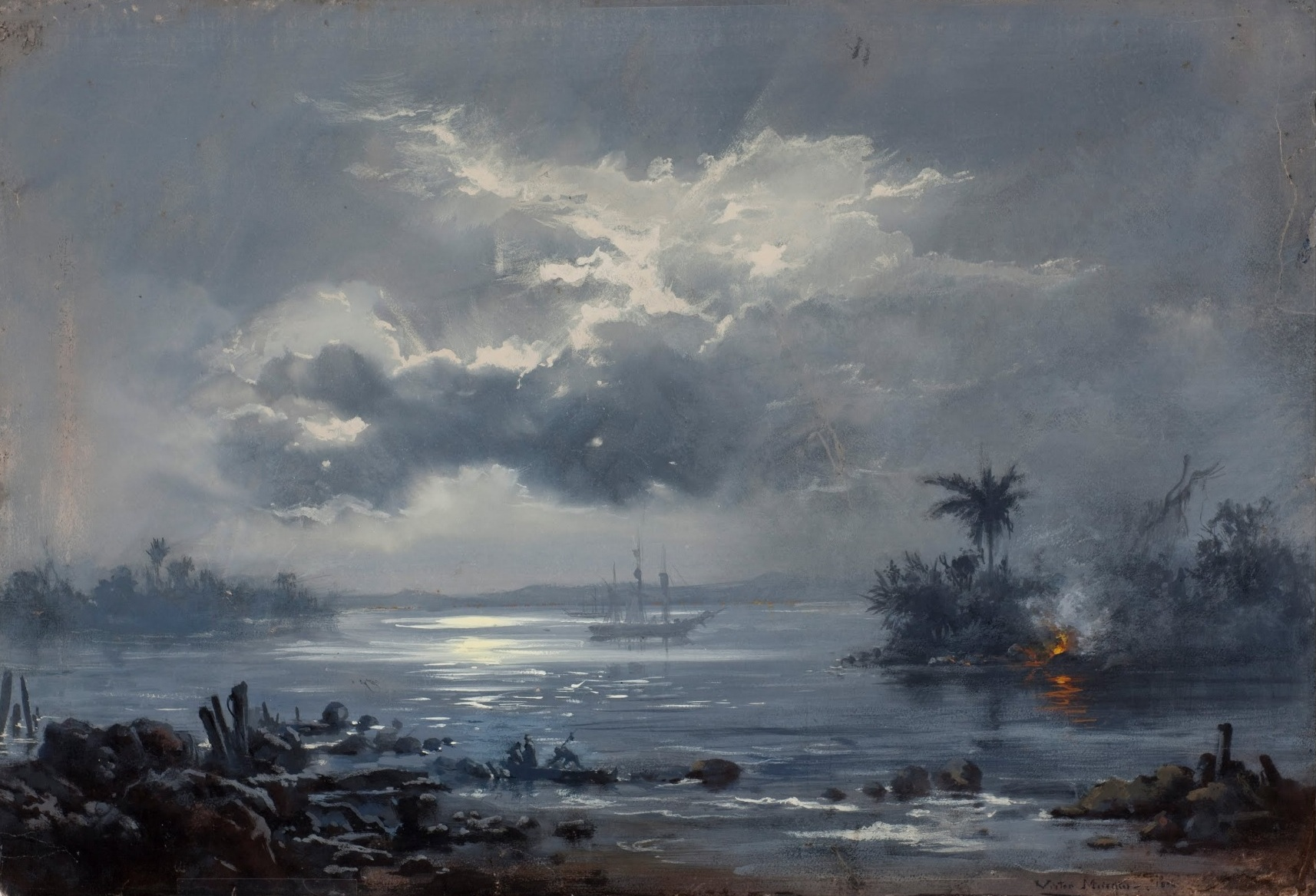
Pasaje de Humaitá

Tras el Paso de Curupayty (agosto de 1867) la escuadra aliada había quedado dividida. Entre el Fuerte de Curupayty y la Fortaleza de Humaitá permanecía la división de acorazados brasileños que había forzado el pasaje bombardeando sistemáticamente las posiciones enemigas y, sitiando Curupayty, el resto de la escuadra. 
La división avanzada mantenía su posición formando en dos líneas, la de vanguardia compuesta por el Silvado, Cabral, Lima Barros y Barroso y dando frente a Curupayty el Tamandaré, Colombo, Brasil, Herval y Mariz e Barros.
La partida de Bartolomé Mitre, principal impulsor del cruce, había prolongado la situación hasta que en febrero de 1868 el almirante Joaquim José Inácio de Barros recibió órdenes del ministro de marina Ouro Preto de forzar el pasaje de Humaitá.
Aprovechando la noche del 18 de febrero, integrando la 3ª División Naval al mando del capitán de mar y guerra Delfim Carlos de Carvalho, futuro almirante y barón del Pasaje, junto a los monitores Pará, Rio Grande do Sul y Alagoas forzó el paso de Curupayty enfrentando durante una hora el fuego de los 22 cañones paraguayos que permanecían aún en esa posición 
A las 00:30 del 19 de febrero de 1868 se reunió con los restantes buques de la 3ª División Naval para forzar el pasaje de Humaitá.
Mientras el grueso de la escuadra brasileña iniciaba un violento bombardeo de distracción sobre Humaitá, en combinación con un ataque sobre el Reducto Cierva, posición fortificada situada en la ribera opuesta que cruzaba sus fuegos con la de Humaitá, una división reducida al mando de Delfim Carlos de Carvalho inició el pasaje de Humaitá con los acorazados Barroso, Bahía (buque insignia) y Tamandaré que llevarían abarloados a babor a los monitores Rio Grande,  Alagoas y Pará.
El pasaje se realizaría con éxito y escasos daños, confirmando como infundados los temores del mando brasileño y, tras el inmediato pasaje de los puntos fortificados en Timbó y Laurel, abriría el camino al bombardeo de Asunción. El historiador Joaquim Nabuco afirmaría que "El paso de Curupayty (15 de agosto de 1867), una serie de victorias parciales y, sobre todo, el gran suceso del paso de Humaitá, son como rayo de luz en esta larga noche de ansiedades".

### Acciones posteriores

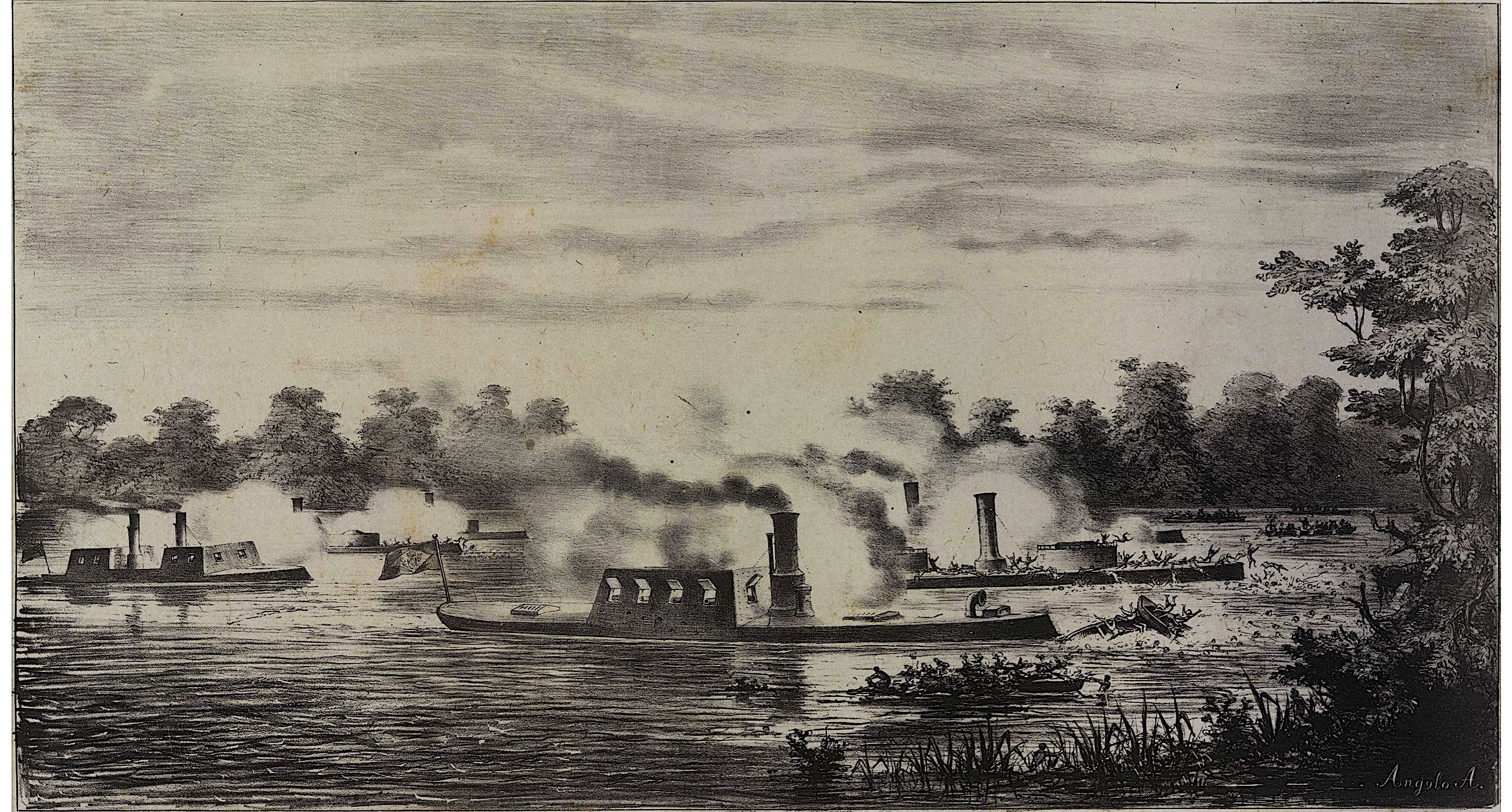
Episodio de la madrugada del 2 de marzo 1868: Los acorazados Silvado, Brasil, Mariz e Barros y Herval, ametrallando los paraguayos que, protegido por la noche, llegó en canoas para acercarse al Cabral y Lima Barros (Angelo Agostini, A Vida Fluminense, nº 13, 1868).

En la madrugada del 2 de marzo de 1868, el Lima Barros y el Cabral fueron abordados en las proximidades de Humaitá por 14 canoas enemigas del "Cuerpo de Bogavantes", trabándose una sangrienta lucha en la cual pereció el capitán de mar y guerra Joaquim Rodrigues da Costa. Socorridos por las corbetas Brasil y Herval, los atacantes fueron derrotados.
El 10 de abril participó del bombardeo de Humaitá. 
Entre el 30 de julio y e 1 de agosto, tomó parte en los combates en la zona de Laguna Verá. 
El 16 de agosto forzó nuevamente el paso de Timbó.
El 26 de noviembre de 1868, el Brasil forzó sin inconvenientes el paso artillado de Angostura y desembarco sus tropas en San Antonio donde permanecieron en espera de la división que avanzaba por el Chaco, la cual arribó el 4 de diciembre.
Tras la guerra estuvo al mando de los capitanes tenientes José Cândido Guillobel y João Mendes Salgado.
Fue dado de baja del servicio en 1879.